# John W. Boyle
Pour les articles homonymes, voir Boyle.
Ne pas confondre avec l'écrivain anglais John Boyle (1706-1762).

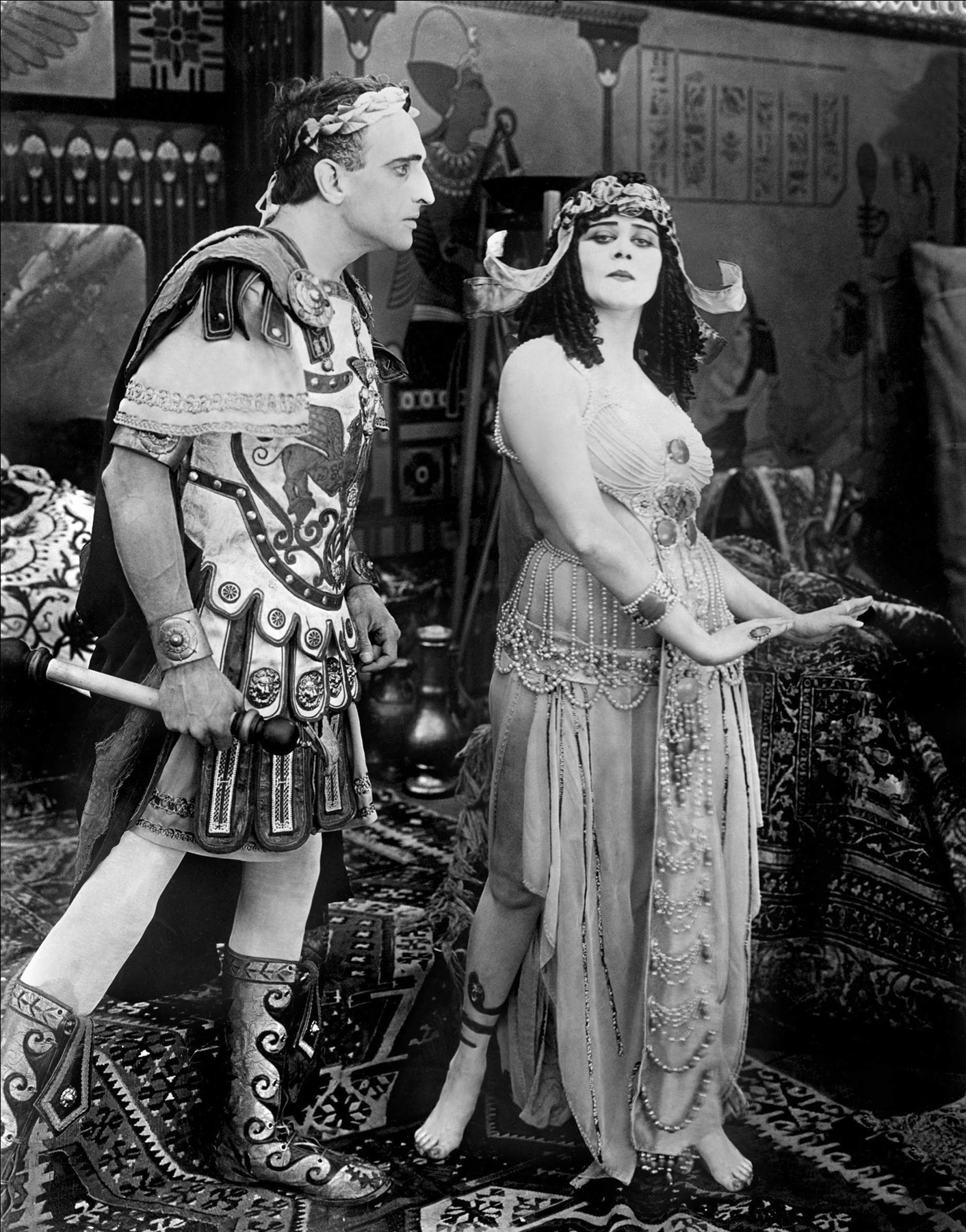
Fritz Leiber et Theda Bara, dans Cléopâtre (1917)

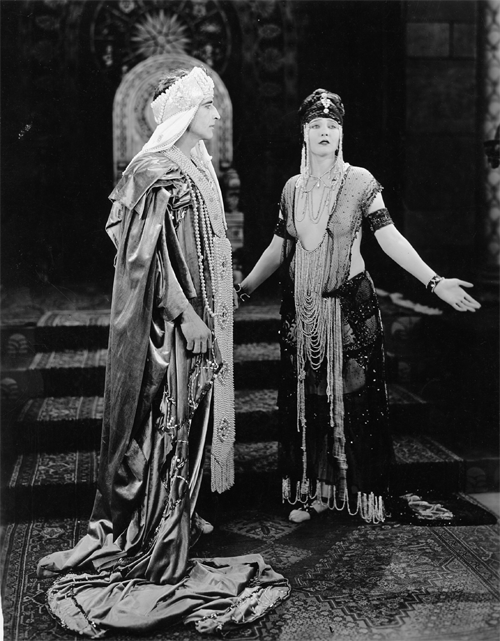
Fritz Leiber et Betty Blythe, dans La Reine de Saba (1921)

John William Boyle est un directeur de la photographie et acteur américain, né le 1er septembre 1891 à Memphis (Tennessee), mort le 28 septembre 1959 à Hollywood (Californie). Il était membre de l'American Society of Cinematographers.
Il est généralement crédité John W. Boyle, parfois John Boyle.

## Biographie
John W. Boyle débute comme chef opérateur sur trois films sortis en 1915. Durant la période du muet, il collabore notamment à vingt-deux films réalisés par J. Gordon Edwards, depuis Cléopâtre (1917, avec Theda Bara dans le rôle-titre) jusqu'à La Reine de Saba (1921, avec Betty Blythe dans le rôle-titre) ; dans l'intervalle, citons Salomé et When a Woman Sins, tous deux avec Theda Bara et sortis en 1918.
Il est directeur de la photographie sur cent-quarante-six films américains (y compris quatre documentaires). S'y ajoutent huit films britanniques de 1935 à 1937 (ex. : Laburnum Grove de Carol Reed en 1936, avec Edmund Gwenn et Cedric Hardwicke) et un film mexicain en 1942. Ses deux derniers films sortent en 1957, dont le western La Ville de la vengeance, avant-dernière réalisation d'Allan Dwan (avec Scott Brady et Anne Bancroft).
Sa filmographie comprend de nombreux courts métrages produits (et souvent réalisés) par Mack Sennett entre 1928 et 1932, dont Le Dentiste de Leslie Pearce (1932, avec W. C. Fields).
Il travaille également sur Capricciosa de King Vidor (1924, avec Virginia Valli et Frank Mayo), La Vie aventureuse de Jack London d'Alfred Santell (1943, avec Michael O'Shea et Susan Hayward) et le western Les Conquérants de Carson City d'André De Toth (1952, avec Randolph Scott et Raymond Massey).
Expérience non-renouvelée, il a été acteur dans deux films muets sortis en 1916 et 1917.
Membre de l'American Society of Cinematographers (ASC), John W. Boyle en est le président en 1927 et 1928.

## Filmographie partielle
(films américains, comme directeur de la photographie, sauf mention contraire)
- 1915 : Greater Love Hath No Man d'Herbert Blaché
- 1915 : Her Great Match de René Plaissetty
- 1915 : My Madonna d'Alice Guy
- 1916 : The Yellow Passport d'Edwin August (acteur)
- 1917 : La Reine des Césars (Cleopatra) de J. Gordon Edwards
- 1917 : Kick In de George Fitzmaurice (+ acteur)
- 1918 : The Soul of Buddha de J. Gordon Edwards
- 1918 : Salomé (Salome) de J. Gordon Edwards
- 1918 : The She-Devil de J. Gordon Edwards
- 1918 : When a Woman Sins de J. Gordon Edwards
- 1919 : Wings of the Morning de J. Gordon Edwards
- 1920 : The Adventurer de J. Gordon Edwards
- 1921 : La Reine de Saba (Queen of Sheba) de J. Gordon Edwards
- 1922 : A Dangerous Adventure de Jack L. Warner et Sam Warner
- 1922 : The Golden Gift de Maxwell Karger
- 1923 : Slave of Desire de George D. Baker
- 1924 : Capricciosa (Wild Oranges) de King Vidor
- 1925 : Le Train de 6 heures 39 (Excuse Me) d'Alfred J. Goulding
- 1925 : Ben-Hur (Ben-Hur : A Tale of the Christ) de Fred Niblo (cadreur)
- 1925 : The Keeper of the Bees de James Leo Meehan
- 1926 : Vagabond malgré elle (Miss Nobody), de Lambert Hillyer
- 1927 : Topsy and Eva de Del Lord
- 1928 : Skyscraper d'Howard Higgin
- 1928 : The Lion's Roar de Mack Sennett (court métrage)
- 1928 : Passions sous les tropiques (Tropical Nights) d'Elmer Clifton
- 1929 : The Old Barn (en) de Mack Sennett (court métrage)
- 1929 : Broadway Fever d'Edward F. Cline
- 1929 : The Bees' Buzz de Mack Sennett
- 1929 : The Spirit of Youth de Walter Lang
- 1930 : Honeymoon Zeppelin de Mack Sennett (court métrage)
- 1930 : The Silver Horde de George Archainbaud
- 1931 : The Fainting Lover de Mack Sennett (court métrage)
- 1932 : Sundown Rider (en) de Lambert Hillyer
- 1932 : Le Dentiste (The Dentist) de Leslie Pearce (court métrage)
- 1933 : Man of Action de George Melford
- 1933 : Treason de George B. Seitz
- 1935 : Drôle de famille (Strangers Hall) de Charles Vidor
- 1935 : Midshipman Easy de Carol Reed (film britannique)
- 1936 : Keep Your Seats, Please de Monty Banks (film britannique)
- 1936 : Laburnum Grove de Carol Reed (film britannique)
- 1937 : Take a Chance de Sinclair Hill (film britannique)
- 1937 : Jericho de Thornton Freeland (film britannique)
- 1938 : Castle Raiders de Sam Nelson

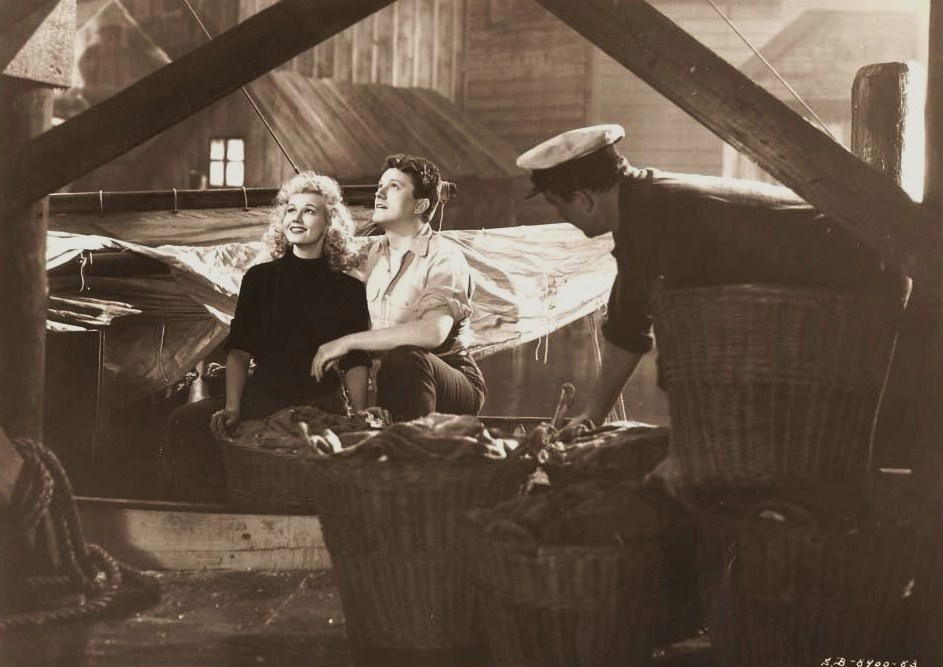
Virginia Mayo et Michael O'Shea, dans La Vie aventureuse de Jack London (1943)

- 1939 : Mutinerie sur le « Black Hawk » (Mutiny on the Blackhawk) de Christy Cabanne
- 1939 : Hero for a Day d'Harold Young
- 1940 : Give Us Wings de Charles Lamont
- 1941 : Six Lessons from Madame La Zonga de John Rawlins
- 1941 : Flying Cadets d'Erle C. Kenton
- 1942 : Guérilla en Chine (Destination Unknown) de Ray Taylor
- 1942 : There's One Born Every Minute de Harold Young
- 1942 : Half Way to Shanghai de John Rawlins
- 1943 : La Vie aventureuse de Jack London (Jack London) d'Alfred Santell
- 1943 : Good Morning, Judge de Jean Yarbrough
- 1944 : Hollywood Mélodie (Song of the Open Road) de S. Sylvan Simon
- 1944 : Le Pont du roi Saint-Louis (The Bridge of San Luis Rey) de Rowland V. Lee
- 1946 : Gallant Bess d'Andrew Marton
- 1947 : La Bande à Curley (Curley)
- 1948 : Le Grand Rodéo (Northwest Stampede) d'Albert S. Rogell
- 1952 : Les Conquérants de Carson City (Carson City) d'André de Toth
- 1957 : La Ville de la vengeance (The Restless Breed) d'Allan Dwan
- 1957 : Courage of Black Beauty d'Harold D. Schuster